# Rhynchina michaelhaeupli
Rhynchina michaelhaeupli är en fjärilsart som beskrevs av Martin Lödl och Sabine Gaal 1998. Rhynchina michaelhaeupli ingår i släktet Rhynchina och familjen nattflyn. Inga underarter finns listade.